# Anónimo Valesiano
Anónimo Valesiano –en latín: Anonymus Valesianus–, a veces referido como Excerpta Valesiani, es el título convencional para la compilación de dos crónicas fragmentarias en latín vulgar llamada así por su editor, el filólogo e historiador francés Henri Valois o Henricus Valesius (1603–1676). Valois publicó el texto por primera vez en 1636 junto a la edición príncipe de las Res gestae de Amiano Marcelino a partir de un único manuscrito de Berlín del siglo IX, el Codex Berolinensis 1885.
El Anonymus Valesianus I, en ocasiones seccionado bajo la denominación académica de Origo Constantini Imperatoris –«El linaje del emperador Constantino»–, data posiblemente en torno a 390 y generalmente se considera una fuente fidedigna.
El Anonymus Valesianus II, escrito después de 526 y probablemente entre 540 y 550, lleva el encabezado item ex libris Chronicorum inter cetera. El libro, que en su mayor parte trata el reinado del ostrogodo Teodorico el Grande en Italia, «aunque pobremente escrito, está basado en una crónica que ya no existe del obispo de Rávena, Maximiano, un sabio muy erudito e instruido».
La obra fue utilizada por el historiador británico Edward Gibbon como una importante fuente para conocer el periodo ostrogodo desde la perspectiva romana en su Historia de la decadencia y caída del Imperio romano.